# Fitzroy Simpson
Pour les articles homonymes, voir Fitzroy et Simpson.
Fitzroy Simpson, né le 26 février 1970 à Bradford on Avon, est un footballeur anglais ayant pris la nationalité jamaïcaine.

## Carrière
Simpson naît en Angleterre. Formé à Swindon Town, il intègre l'effectif professionnel en 1988. Après quatre saisons passées en seconde division, il est transféré à Manchester City contre la somme de cinq cent mille livres. City fait des saisons très médiocres, se battant contre la relégation lors des deux dernières saisons.
En 1995, il arrive à Portsmouth, jouant en seconde division. Simpson et Portsmouth ont du mal à se faire une place et finissent dans le ventre mou, malgré une belle septième place en 1996-1997, échouant aux portes des play-offs. 
Simpson prend la nationalité jamaïcaine et est sélectionné, pour la première fois, en équipe nationale en 1997. Il joue la Gold Cup 1998 durant laquelle il marque un but, contre le Salvador. Il est sélectionné, quelques semaines plus tard, pour la Coupe du monde 1998, en France, et joue les trois matchs de la Jamaïque comme titulaire.
En 1999, Fitzroy quitte l'Angleterre pour l'Écosse et signe avec le Heart of Midlothian pour une durée de deux ans. Prêté à Walsall en 2001, il signe finalement pour ce club et joue deux saisons dans les dernières divisions professionnelles de l'Angleterre. Il quitte le circuit professionnel pendant une saison, jouant avec le club amateur du Telford United. Après un rapide passage par l'Irlande du Nord avec Linfield, il joue ses dernières saisons dans des petits clubs anglais professionnels.